# Documenta 7

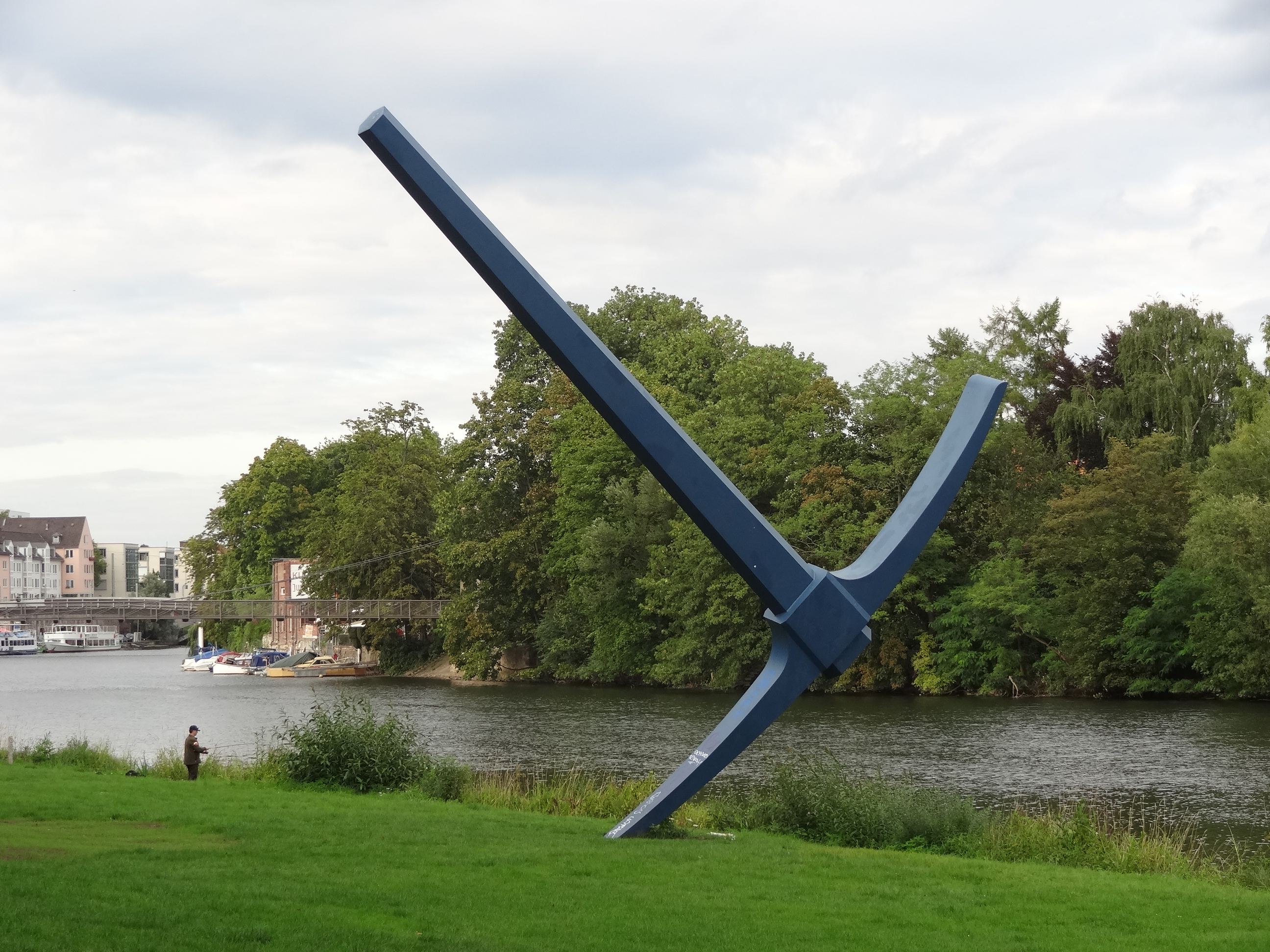
Spitzhacke (Claes Oldenburg) 02

Documenta 7 foi a sétima edição da documenta, uma exposição quinquenal de arte contemporânea. Foi realizado entre 19 de junho e 28 de outubro de 1982 em Kassel, Alemanha. O diretor artístico foi Rudi Fuchs.

## Participantes
| A                    |                        |                         |                      |                       |
| Marina Abramović     | Carl Andre             | Siah Armajani           | Richard Artschwager  |                       |
| Vito Acconci         | Giovanni Anselmo       | Armando                 | Michael Asher        |                       |
| Anatol               | Siegfried Anzinger     | Art & Language          |                      |                       |
| B                    |                        |                         |                      |                       |
| Elvira Bach          | Robert Barry           | Joseph Beuys            | Troy Brauntuch       | Alberto Burri         |
| Marco Bagnoli        | Georg Baselitz         | James Biederman         | Marcel Broodthaers   | Scott Burton          |
| Gerrit van Bakel     | Jean-Michel Basquiat   | Dara Birnbaum           | Stanley Brouwn       | Michael Buthe         |
| John Baldessari      | Lothar Baumgarten      | Alighiero e Boetti      | Günter Brus          | James Lee Byars       |
| Miquel Barceló       | Bernd and Hilla Becher | Jonathan Borofsky       | Daniel Buren         |                       |
| C                    |                        |                         |                      |                       |
| Miriam Cahn          | John Chamberlain       | Sandro Chia             | Francesco Clemente   | Tony Cragg            |
| Loren D. Calaway     | Alan Charlton          | Abraham David Christian | Enzo Cucchi          |                       |
| D                    |                        |                         |                      |                       |
| Walter Dahn          | Nicola De Maria        | Jiří Georg Dokoupil     | Marlene Dumas        |                       |
| René Daniëls         | Jan Dibbets            | Gino de Dominicis       | Edward Dwurnik       |                       |
| Hanne Darboven       | Martin Disler          | Felix Droese            |                      |                       |
| E                    |                        |                         |                      |                       |
| Ger van Elk          |                        |                         |                      |                       |
| F                    |                        |                         |                      |                       |
| Luciano Fabro        | Stanislav Filko        | Barry Flanagan          | Hamish Fulton        |                       |
| G                    |                        |                         |                      |                       |
| General Idea         | Ludger Gerdes          | Jack Goldstein          | Dan Graham           |                       |
| Isa Genzken          | Gilbert & George       | Ludwig Gosewitz         | Erwin Gross          |                       |
| H                    |                        |                         |                      |                       |
| Hans Haacke          | Frank van Hemert       | Albert Hien             | Hans van Hoek        | Rebecca Horn          |
| Keith Haring         | J.C.J. van der Heyden  | Antonius Höckelmann     | Jenny Holzer         |                       |
| I                    |                        |                         |                      |                       |
| Jörg Immendorff      |                        |                         |                      |                       |
| J                    |                        |                         |                      |                       |
| Joan Jonas           | Donald Judd            |                         |                      |                       |
| K                    |                        |                         |                      |                       |
| On Kawara            | Per Kirkeby            | John Knight             | Joseph Kosuth        | Barbara Kruger        |
| Anselm Kiefer        | Pierre Klossowski      | Imi Knoebel             | Jannis Kounellis     |                       |
| L                    |                        |                         |                      |                       |
| Wolfgang Laib        | Barry Le Va            | Sol LeWitt              | Richard Paul Lohse   | Markus Lüpertz        |
| Maria Lassnig        | Bernhard Leitner       | Christian Lindow        | Richard Long         |                       |
| Bertrand Lavier      | Sherrie Levine         | Guido Lippens           | Robert Longo         |                       |
| M                    |                        |                         |                      |                       |
| Luigi Mainolfi       | Carlo Maria Mariani    | Gerhard Merz            | Klaus Mettig         |                       |
| Robert Mangold       | Stephen McKenna        | Mario Merz              | Matt Mullican        |                       |
| Robert Mapplethorpe  | Bruce McLean           | Marisa Merz             |                      |                       |
| N                    |                        |                         |                      |                       |
| Bruce Nauman         | Hermann Nitsch         | John Nixon              | Maria Nordman        |                       |
| O                    |                        |                         |                      |                       |
| Oswald Oberhuber     | Claes Oldenburg        | Meret Oppenheim         | Eric Orr             |                       |
| P                    |                        |                         |                      |                       |
| Mimmo Paladino       | Giulio Paolini         | Giuseppe Penone         | Sigmar Polke         |                       |
| Brett De Palma       | A. R. Penck            | Michelangelo Pistoletto | Norbert Prangenberg  |                       |
| Q                    |                        |                         |                      |                       |
| Lee Quiñones         |                        |                         |                      |                       |
| R                    |                        |                         |                      |                       |
| David Rabinowitch    | Roland Reiss           | Martha Rosler           | Reiner Ruthenbeck    |                       |
| Markus Raetz         | Gerhard Richter        | Edward Ruscha           | Ulrich Rückriem      |                       |
| Arnulf Rainer        | Judy Rifka             | Claude Rutault          | Robert Ryman         |                       |
| S                    |                        |                         |                      |                       |
| David Salle          | Julião Sarmento        | Jean-Frédéric Schnyder  | Cindy Sherman        | Peter Struycken       |
| Salome               | Klaudia Schifferle     | Horst Schuler           | Katharina Sieverding | Hans-Jürgen Syberberg |
| Remo Salvadori       | Barbara Schmidt-Heins  | Richard Serra           | Ettore Spalletti     |                       |
| Sarkis Zabunyan      | Gabriele Schmidt-Heins | Joel Shapiro            | Klaus Staeck         |                       |
| T                    |                        |                         |                      |                       |
| Volker Tannert       | Imants Tillers         | Richard Tuttle          |                      |                       |
| Signe Theill         | Niele Toroni           | Cy Twombly              |                      |                       |
| U                    |                        |                         |                      |                       |
| Ulay                 |                        |                         |                      |                       |
| V                    |                        |                         |                      |                       |
| Emilio Vedova        | Toon Verhoef           | Jean-Luc Vilmouth       | Antonio Violetta     |                       |
| W                    |                        |                         |                      |                       |
| Jeff Wall            | Andy Warhol            | Boyd Webb               | Ian Wilson           |                       |
| Franz Erhard Walther | Isolde Wawrin          | Lawrence Weiner         |                      |                       |
| Z                    |                        |                         |                      |                       |
| Rémy Zaugg           | Michele Zaza           |                         |                      |                       |